# Kaliazin
Kaliazin (en ruso: Каля́зин) es una ciudad del óblast de Tver, en Rusia, centro administrativo del raión homónimo. Está situada a orillas del Volga, a 126 km al nordeste de Tver.
En 2021, la ciudad tenía una población de 12 621 habitantes.

## Historia

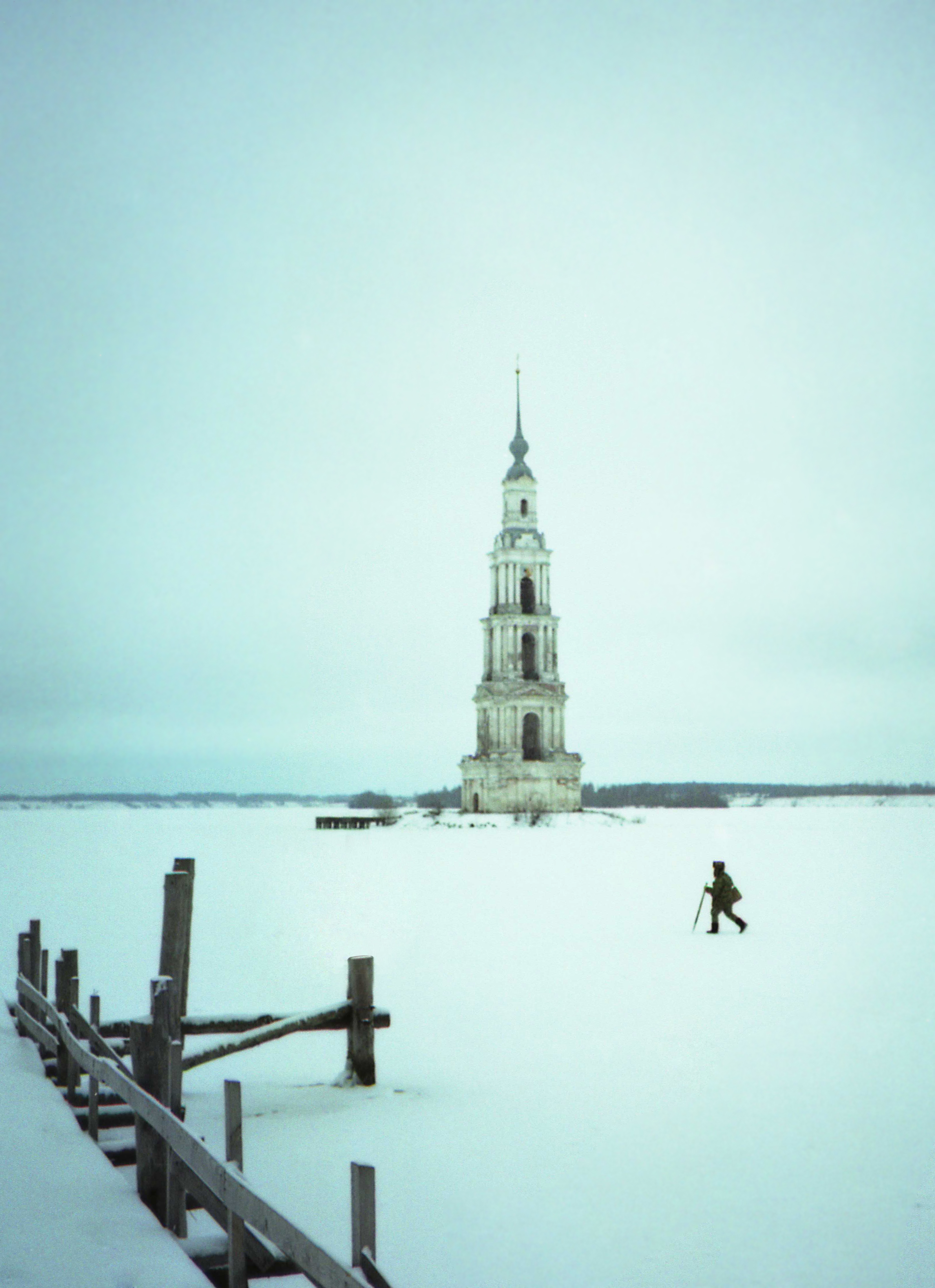
El campanario de la iglesia de San Nicolás en invierno

Kaliazin fue fundada como una slobodá en el siglo XII, por gentes liberadas del pago de impuestos. El topónimo, según algunos estudiosos, provendría del fino-ugrio kala o kola, que significaría literalmente "pez", de donde se colige que Koliazin debía de ser un pueblo de pescadores. 
La ciudad conoció un desarrollo significativo con la fundación del monasterio Makárievski en la orilla opuesta del volga en el siglo XV. Esta abadía era la construcción más notable de Kaliazin y comprendía numerosos edificios de interés histórico, entre los que destacaba el refectorio construido a partir de 1525.
En 1775, la ciudad recibió el estatus de ciudad por decreto de Catalina la Grande, convirtiéndose en centro del uyezd del mismo nombre. En el siglo XIX se desarrolló económicamente, al establecerse diferentes artesanías y unas primitivas industrias dedicadas a la elaboración de botas de fieltro y la construcción de barcos.
Tras la Revolución de octubre de 1917, la ciudad pierde su importancia en lo relativo a los negocios. En 1940, el monasterio y la parte más grande de la ciudad vieja fueron inundados por la construcción del embalse de Úglich. Además del monasterio, cabe destacar que fue sumergida la catedral de San Nicolás de 1800, de la que todavía hoy es visible el campanario entre las aguas del citado embalse. Tras este hecho la ciudad fue relocalizada a un lugar más elevado.

## Demografía
| 1897  | 1939   | 1959   | 1970   | 1979   | 1989   | 2002   | 2008   |
| ----- | ------ | ------ | ------ | ------ | ------ | ------ | ------ |
| 5 500 | 10 300 | 11 100 | 11 300 | 13 900 | 15 500 | 14 820 | 13 953 |

## Industria y transporte
La industria de la ciudad es de una importancia moderada. Existen compañías dedicadas a la fabricación de calzado y al sector textil, así como a la ingeniería mecánica.
La ciudad cuenta con un puerto fluvial, y es una encrucijada de diferentes carreteras, entre las que cabe destacar la R104 que la conecta con Sérguiev Posad. Kaliazin alberga una de las mayores estaciones de ferrocarril del óblast de Tver, por la que pasan trenes con destinos como San Petersburgo, Moscú (Estación Saviólovski), Kashin, Úglich, Rýbinsk, Sonkovo, Saviólovo y otras importantes localidades.

## Patrimonio

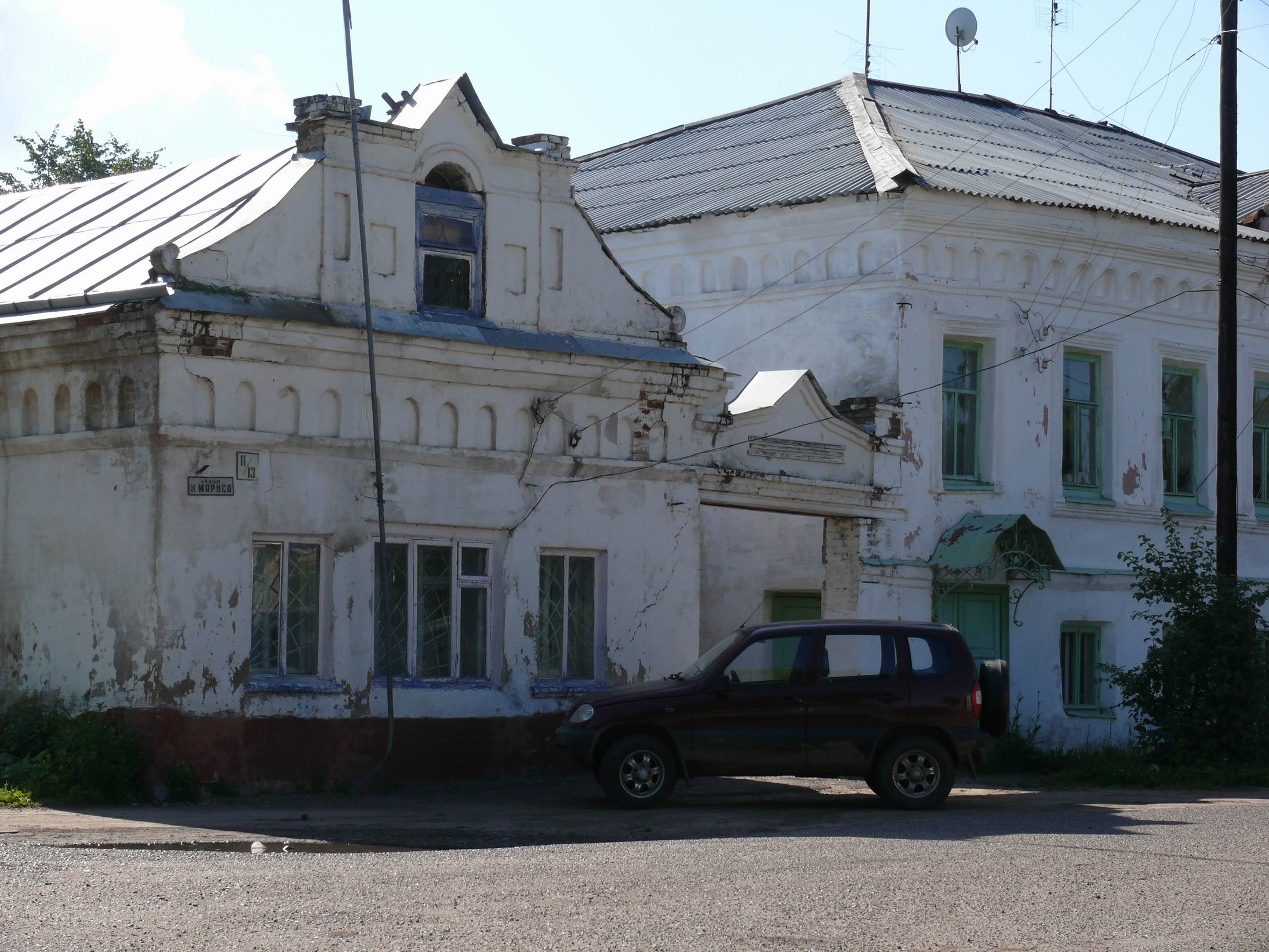
Casa antigua en Kaliazin.
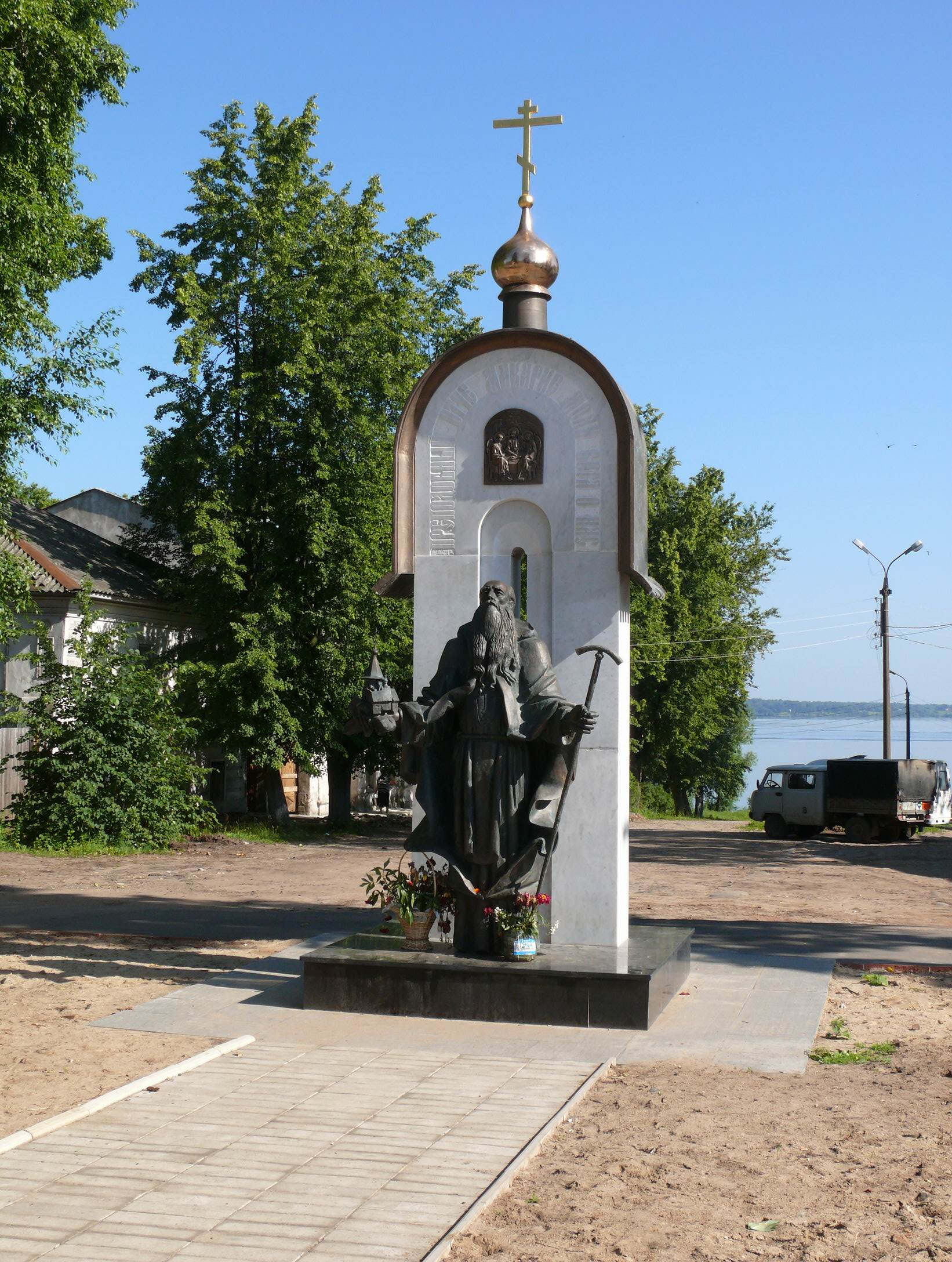
Monumento a San Makari.
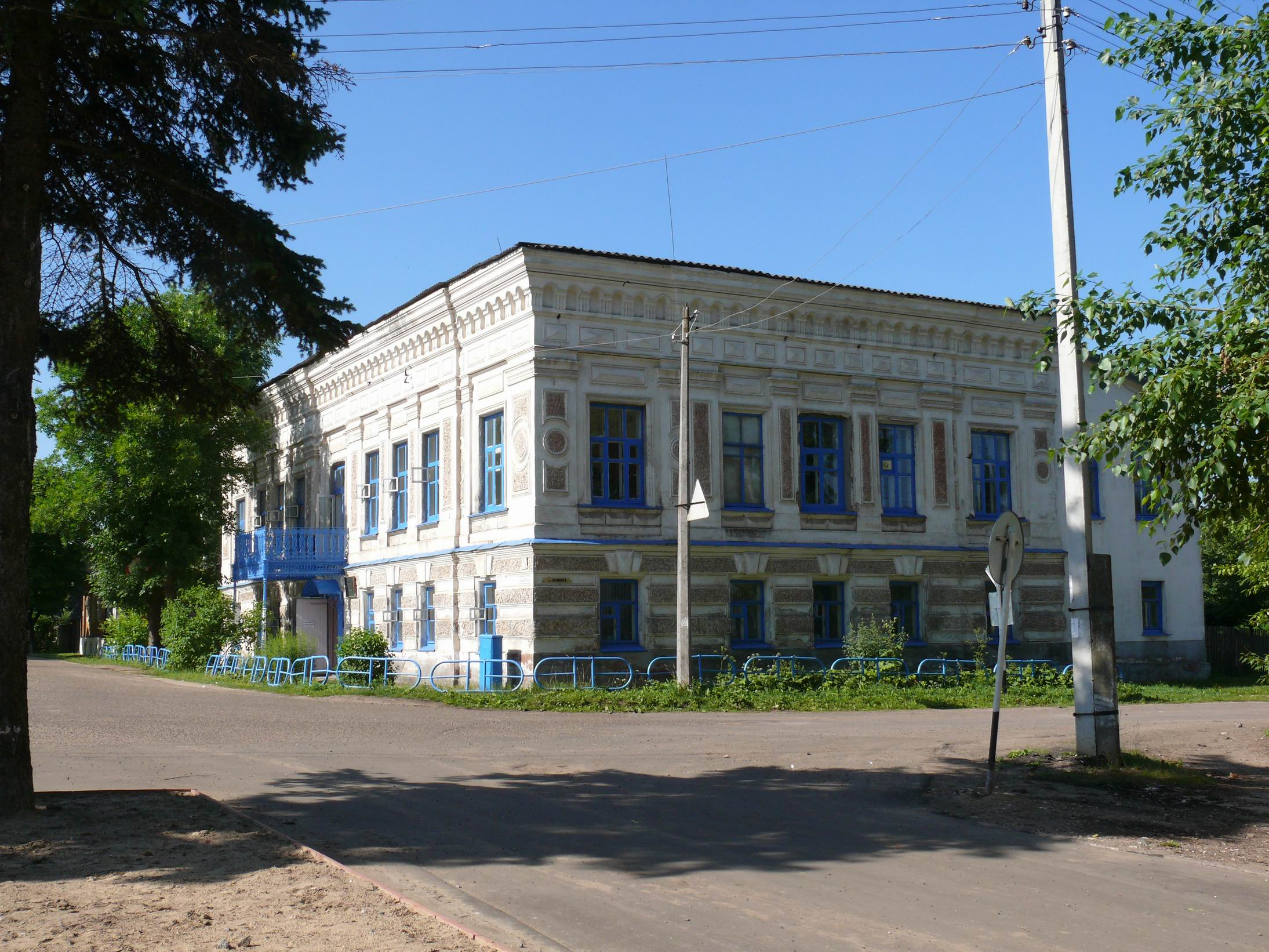
Edificio de Kaliazin.
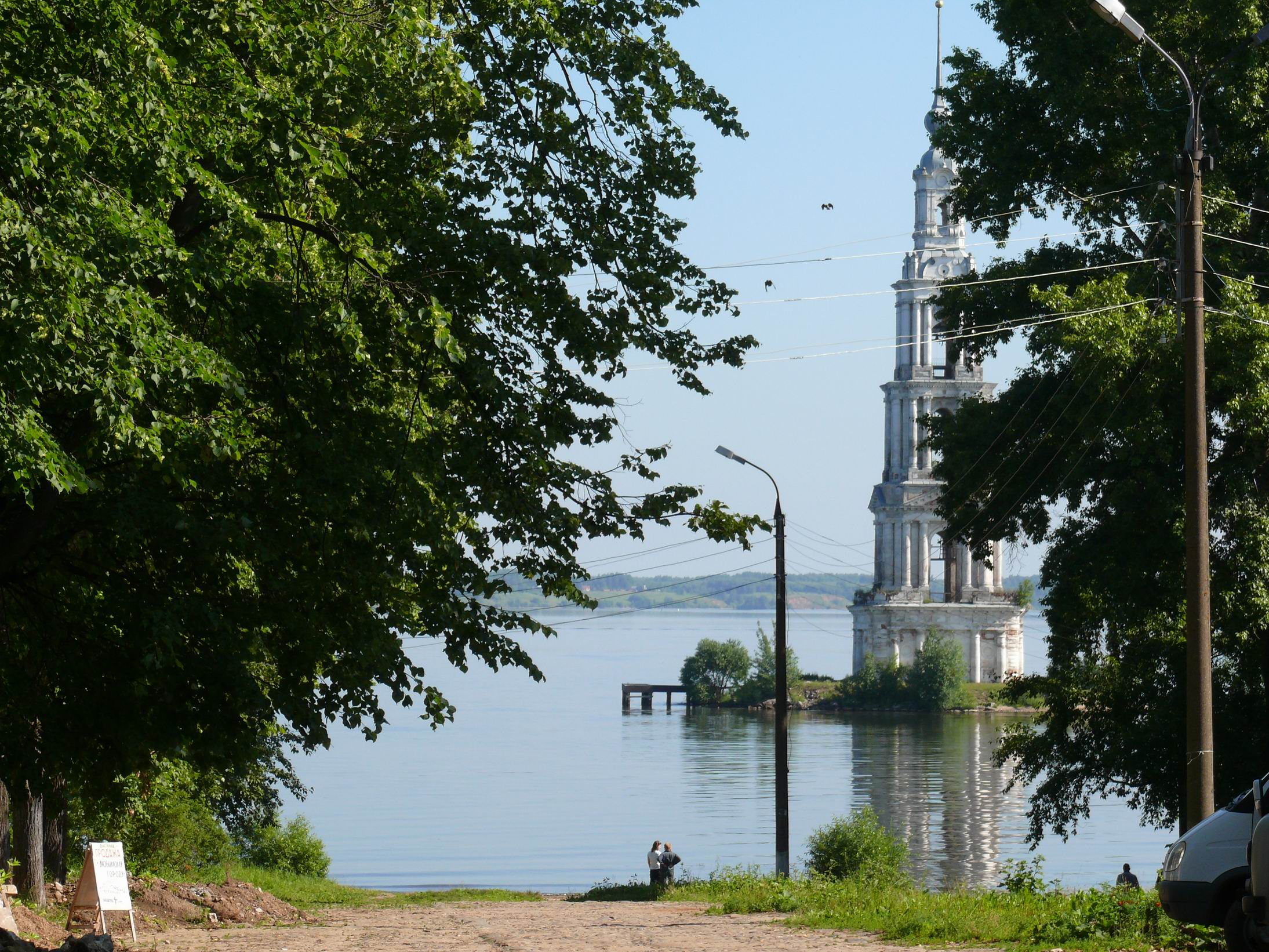
Vista del campanario de San Nicolás.
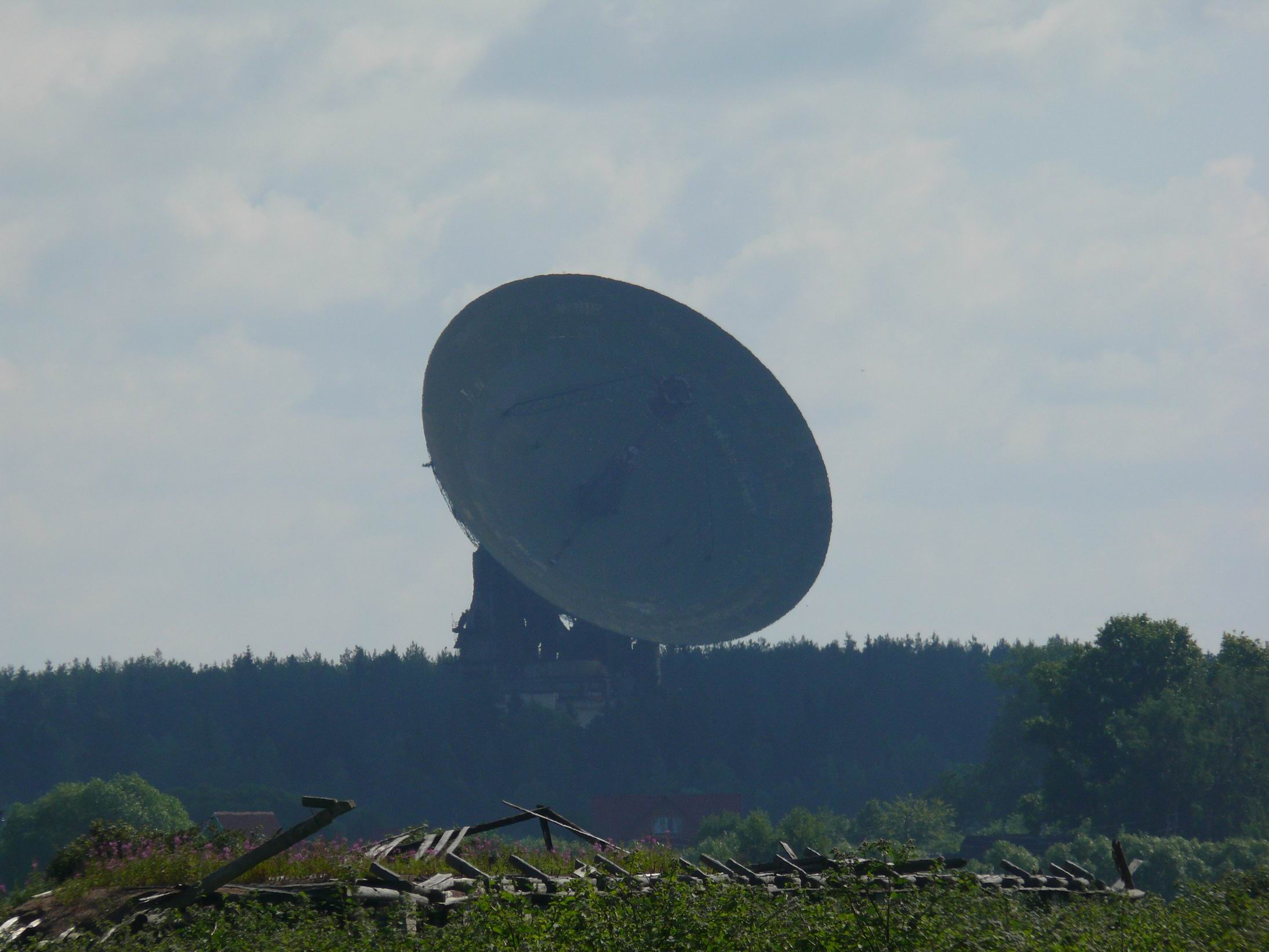
El radiotelescopio del centro de comunicación espacial en Kaliazin.